# Broumovské stěny
Broumovské stěny (niem. Falkengebirge, także Braunauer Wände, Sterngebirge) – pasmo górskie w Czechach, zaliczane do Gór Stołowych (Broumovská vrchovina), między Adršpašskoteplickimi skálami a masywem Szczelińca; przechodzi przez nie europejski dział wodny.
Płyta piaskowcowa tworząca Broumovské stěny jest nachylona w kierunku na południe, a ku północy opada typową kuestą ku Broumovskiej kotlinie. Broumovské stěny rozpoczynają się na zachodzie Honskim Špičákiem (652 m n.p.m.). W kierunku wschodnim występują następujące wzniesienia: Strážná hora (688 m n.p.m.), Loučná hora (647 m n.p.m.), Hvězda, Supí hnízdo, Velká kupa (708 m n.p.m.), Koruna (769 m n.p.m.) i Božanovský Špičák (773 m n.p.m.), który jest najwyższym wzniesieniem Broumovskich stěn. W kierunku południowym od Božanovskýego Špičáka biegnie grzbiet ze szczytem Signál (708 m n.p.m.). Na niektórych szczytach znajdują się labirynty skalne (Božanovský Špičák, Signál), a na wszystkich skałki i ich zgrupowania. Broumovské stěny porozcinane są głębokimi wąwozami, obfitującymi w przeróżne formacje skalne. Najbardziej znane to Kovářova rokle, Hruškova rokle, Hájkova rokle.
Ciekawym szczytem Broumovskich stěn jest leżąca nieopodal Koruna z punktem widokowym i interesującymi formacjami skalnymi na szczycie.
Największą atrakcją turystyczną jest góra Hvězda (674 m n.p.m.), na której szczycie, na skalnej krawędzi, znajduje się barokowa kaplica Matki Boskiej Śnieżnej, wykonana z piaskowca ciosowego (zbudowana na podstawie pięcioramiennej gwiazdy). Szczyt wziął swoją nazwę od krzyża z pozłacaną pięcioramienną gwiazdą, ustawionego tu w 1670 roku. Na Hvězdzie znajduje się również restauracja „Chata Hvězda”, wybudowana w stylu szwajcarskim przez Jana Nepomucena Rottera w latach 1854–1856.
Teren Broumowskich Ścian objęty jest ochroną w ramach CHKO Broumovsko.